# Jazz Standard
Résidence
Le Jazz Standard était un club de jazz situé au 116 Est 27e rue, Lexington Avenue, à une dizaine de blocs au nord de l'East Village à Manhattan. Il se trouvait au sous-sol du restaurant Blue Smoke, un concept contemporain de barbecue et bar à vins. L'ensemble a été fondé par Danny Meyer (en), directeur général du Union Square Hospitality Group, dont il fait partie.
Ouvert en 1990 par James Polsky, un ancien batteur de jazz, il a succédé au Jazz Standard Night Club. Le club de jazz occupait l'emplacement d'une ancienne fabrique de parfums, la Rosenblum Perfume Factory, dont certaines tuyauteries ont été conservées et se mêlaient au décor. Depuis 2001, le producteur Seth Abramson en est le directeur artistique.
Le Jazz Standard faisait partie des grands clubs new-yorkais, où se produisaient les plus célèbres musiciens internationaux.
Le club annonce sa fermeture en décembre 2020, faute de revenus dans le contexte de la pandémie de covid-19O.

## DiscographieLive at Jazz Standard
- 2015 : Ryan Truesdell, Lines of Color: Live at Jazz Standard, Blue Note Records
- 2015 : Dave Douglas Quintet, Brazen Heart Live at Jazz Standard Saturday, Greenleaf Music
- 2014 : Chris Bergson Band, Live at Jazz Standard, Mis
- 2013 : Edward Simon Trio, Trio Live in New York at Jazz Standard, Sunnyside
- 2012 : The George Mesterhazy Quartet / Paula West, Live at The Jazz Standard, Hi Horse Records
- 2012 : David Gilmore, Numerology: Live at Jazz Standard, CD Baby / Evolutionary
- 2011 : Somi, Live at The Jazz Standard, Palmetto
- 2010 : Andreas Öberg / Marian Petrescu, Thrivin': Live at Jazz Standard, Resonance
- 2010 : Wolfgang Muthspiel, Mick Goodrick, Live at The Jazz Standard
- 2010 : Marian Petrescu Quartet with Andreas Öberg, Thrivin' - Live at The Jazz Standard, Resonance Records
- 2010 : Antonio Sánchez, Live in New York at Jazz Standard, CAM Jazz
- 2010 : Antonio Sánchez with Scott Colley, Pat Metheny, David Sánchez, Miguel Zenón, H And H, Cam Jazz
- 2010 : Mingus Big Band, Live at Jazz Standard, Jazz Workshop
- 2009 : Fred Hersch Pocket Orchestra, Live at Jazz Standard, Sunnyside Records
- 2009 : Dafnis Prieto, Si O Si Quartet, Live at Jazz Standard NYC, Dafnison Music
- 2008 : Dave Douglas & Keystone, Live at Jazz Standard, Greenleaf Music
- 2008 : Roger Kellaway, Live at The Jazz Standard, Ipo
- 2008 : Ludovic Beier, Live at Jazz Standard, City Records
- 2008 : Dena Derose, Live at Jazz Standard, Volume Two, Max Jazz Records
- 2007 : Frank Morgan, Night in the Life: Live at The Jazz Standard, High Note
- 2007 : Mina Agossi, Who Wants Love? Live at Jazz Standard, New York City, Candid Records
- 2007 : Dena Derose, Live at Jazz Standard, Volume One, Max Jazz Records
- 2007 : Dave Douglas Quintet, Boyce & Heart, Live at the Jazz Standard (en), Greenleaf Music
- 2007 : Russell Malone, Live at Jazz Standard, Volume Two, Max Jazz Records
- 2006 : Russell Malone, Live at Jazz Standard, Volume One, Max Jazz Records
- 2006 : Pete Zimmer Quintet, Burnin' Live at The Jazz Standard, Tippin'/Qualiton
- 2006 : Nancy King with Fred Hersch, Live at Jazz Standard, Max Jazz Records
- 2005 : Dave Stryker / Steve Slagle Band, Live at The Jazz Standard, Max Jazz Records
- 2005 : Bill Mays Trio, Live at Jazz Standard, Max Jazz Records
- 2003 : Lonnie Plaxico Group, Live at Jazz Standard, Village Japan
- 2004 : Frank Morgan, City Nights: Live at The Jazz Standard, High Note
- 2003 : René Marie, Live at Jazz Standard, Max Jazz Records
- 2001 : André Previn with David Finck, Live at The Jazz Standard, Decca Records
- 2000 : Maria Schneider Orchestra, Days of Wine and Roses - Live at the Jazz Standard, ArtistShare